# Élection gouvernatoriale spéciale de 2009 à Peleliu
Les élections gouvernatoriale spéciale de 2009 sont des élections spéciales tenues dans l'État de Peleliu le 12 mars 2009 à la suite de la démission du gouverneur Jackson Ngiraingas. L'intérim est alors assuré par Kalbesang Soalablai. Le gouverneur élu lors de ces élections, Kangich Uchau, doit finir le mandat de Ngiraingas avant les élections générales prévues le 2 décembre 2009,.

## Candidats et résultats
Deux candidats se sont présentés au poste de gouverneur.
| Nom             | Nombre de voix | Pourcentage |
| --------------- | -------------- | ----------- |
| Kangichi Uchau  | 262            | 62.86 %     |
| Johannes Tsuneo | 109            | 29.06 %     |

## Sources